# 阿尔泰百里香
阿尔泰百里香（学名：Thymus altaicus）是唇形科百里香属的植物。分布于俄罗斯以及中国大陆的新疆等地，生长于海拔1,100米至1,400米的地区，一般生长在草地、沟边及石砾地上，目前尚未由人工引种栽培。
种加名 altaicus 意为“阿尔泰的”。